# الجامعة الحكومية لكلميكيا
الجامعة الحكومية لكلميكيا هي مؤسسة للتعليم العالي، يوجد مقرها بإليستا عاصمة الجمهورية الكلميكية، إحدى كيانات الفدرالية الروسية، تحولت الجامعة في أبريل 2017 إلى مركز جامعي جهوي يتمتع بالتمويل الفدرالي الروسي. وتعد البناية الرئيسة للجامعة الواقعة بوسط المدينة من البنايات العريقة بالفدرالية الروسية، حيث تم انشاؤها قبل الحرب العالمية الثانية وبالضبط سنة 1932 وتعتبر حاليا، ارث فدرالي معماري وثقافي مهم، أنشأت الجامعة الحكومية لكلميكيا سنة 1970 بنواة تضم المعهد الكالميكي للعلوم التربوية، وفي سنة 1971 بدأ البناء في مقر الجامعة والتي أفتتح في سنة 1975
في سنة 1991 افتتح بالجامعة المركز البيمهني للتكوين وإعادة التأهيل وتنمية المتخصصين في الاقتصاد الوطني، وايضا مدرسة الدراسات العليا والدكتوراه. في سنة 1992 انشأ بالجامعة مركز لإعادة انبعاث اللغة والادب الكلميكي. في سنة 2000 وبمناسبة عيد تأسيسها الثلاثين، حصلت الجامعة على الشهادة الشرفية لرئيس الجمهورية الكلميكية.
معهد الفيلولوجيا والدراسات الشرقية بكالميكيا

أنشأ معهد الفيلولوجيا -أو علم اللغات- والدراسات الشرقية للجامعة الحكومية لكلميكيا سنة 2007، على اساس قسم الفيلولوجيا والثقافة الكالميكية. كان اسحاق يعقوب
شميدت أول من ادرج الفيلولوجيا والتاريخ المنغولي بما فيه الكالميكي، في العديد من الدراسات والمناهج الأكاديمية، في منتصف القرن التاسع عشر، تم نقل مركز الابحاث في الثقافة المنغولية إلى جامعة كازان، بينما تم في سنة 1833، تأسيس أول قسم للغة المنغولية في أوروبا.
في سنة 1929 تم افتتاح قسم للدراسات الكالميكية بالجامعة الحكومية لساراتوف، وفي سنة 1938أصبح هذا القسم جزءا من معهد التعليم الكالميكي بأسترخان، والذي تم نقله سنة 1941 إلى اليستا عاصمة الجمعورية الكالميكية. إستأنف قسم الدراسات الكالميكية نشاطع بجامعة ستافرابول بمعهد علوم التربية، وذلك سنة 1957. في سنة 1964 افتتح في اليستا معهد علوم التربية الكالميكي والذي تم نقله فيما بعد إلى الجامعة الحكومية لكلميكيا سنة 1970 بقسم الفيلولوجيا للجامعة الحكومية لكلميكا، تم تطوير قسم اللغة والاداب الكالميكية ووالروسية.
يعمل بالمعهد أكثر من60 محاضر منهم 12 دكتور و 36 باحث، ويترأس المعهد الدكتور البروفيسور إ.إهابينوفنا.